# Senado de Belice
El Senado de Belice es la cámara alta de la Asamblea Nacional de Belice, siendo la Cámara de Representantes la cámara baja de la misma. Fue creado en la Constitución de 1981. Tiene 13 miembros nombrados para un periodo de cinco años por distintos métodos, en su mayoría por el Gobernador General de Belice.

## Establecimiento y nombramiento
Los senadores son nombrados por el Gobernador General de la siguiente manera:
- 6 con el consejo del primer ministro
- 3 con el consejo del Líder de la Oposición
- 1 con el consejo de las siguientes organizaciones en conjunto:
  - El Consejo de Iglesias y Asociaciones Evangélicas de Belice.
  - La Cámara de Comercio e Industria y el Buró Empresarial de Belice. 
  - El Congreso de Unión Nacional de Comercio de Belice y el Comité de Manejo Civil.
  - Organizaciones no-gubernamentales (ONG) de buena reputación.

En la práctica, el partido que gana la elección general (al obtener el mayor número de asientos en la Cámara de Representantes) también controla el Senado. En encarnaciones anteriores, ocho senadores fueron nombrados, cinco por el primer ministro, dos por el Líder de la Oposición y uno por el Gobernador General y el Consejo Consultivo de Belice. Un senador más le fue otorgado a la oposición desde la década de 1990.

## Requisitos para nombramiento
- Edad mínima: 21 años
- Ciudadanía: Beliceña (ninguna lealtad a estados extranjeros)
- Residencia: en Belice por al menos un año con anterioridad al nombramiento
- Quiénes no pueden ser Senadores: miembros de la Cámara de Representantes, miembros de las fuerzas armadas y policiales, personas empleadas por el Gobierno.

### Nombramientos al Gabinete
Ocasionalmente, el primer ministro puede encontrar necesario nombrar un Senador a un cargo dentro del Gabinete. El primer caso fue para C.L.B. Rogers bajo George Price en 1979, después de perder su asiento en la Cámara de Representantes. Price también designó a Ralph Fonseca, quién  no participó en la elección general de 1989, al cargo de  ministro de Estado, hasta que participó y ganó en una circunscripción de reciente creación en 1993. 
En 1997, el PDU nombró al entonces embajador a México, Alfredo "Fred" Martínez, un Senador, para servir también en el Gabinete como ministro de Industria y Comercio, abandonando así sus funciones como embajador, puesto al que más tarde regresó.
El exsenador Richard "Dickie" Bradley, que perdió en dos ocasiones las elecciones a la Cámara de Representantes, fue nombrado Senador y le fue otorgado un cargo en el gabinete. 

## Reuniones y deberes
El Senado se reúne tradicionalmente en la semana inmediata  a una reunión de Representantes. Los senadores discutirán las medidas enviadas por los Representantes, las revisan y después votan si  deben ser aprobadas o rechazadas.  

## Oficiales
El Senado elige un Presidente y Vicepresidente del Senado en su primera reunión después de una elección general. La persona electa puede ser un senador (sujeto a que la persona no ostente un cargo ministerial) o una persona externa al Senado. El vicepresidente debe ser un miembro  del Senado que no tenga una agenda ministerial. (Constitución, Art. 66)

## Senadores actuales
(al 12 de noviembre de 2020)
- Carolyn Trench Sandiford Presidenta
- Collet Montejo, PUP Vicepresidente
- Eamon Courtenay, PUP
- Isabel Bennett, PUP
- Christopher Coye, PUP
- Erica Jang, PUP
- Bevinton Cal, PUP
- Michael Peyrefitte, UDP
- Aldo Salazar, UDP
- Sheena Pitts, UDP
- Kevin Herrera, Cámara de Comercio e Industria de Belice y Oficina de Negocios de Belice
- Elena Smith, Congreso Nacional de Sindicatos y Comité Directivo de la Sociedad Civil
- Bishop Alvin Benguche, Consejo de Iglesias de Belice y Asociación Evangélica de Iglesias
- Osmany Salas, Organizaciones no gubernamentales

## Historia reciente
Los senadores ocasionalmente utilizan su posición como trampolín a las elecciones de la Cámara de Representantes, que alberga la mayor parte del poder de la legislatura.  La mayoría de Senadores que optan por este camino cuentan con el apoyo de su partido. 